# Lamellasia mirabilis
Genre
Espèce
Lamellasia mirabilis, unique représentant du genre Lamellasia, est une espèce d'araignées aranéomorphes de la famille des Linyphiidae.

## Distribution
Cette espèce est endémique de la province de Chiang Mai en Thaïlande,. Elle se rencontre entre 1 680 et 2 530 m d'altitude sur le Doi Inthanon.

## Description
Le mâle holotype mesure 1,88 mm et la femelle paratype 2,08 mm.

## Publication originale
- Tanasevitch, 2014 : On the linyphiid spiders from Thailand and West Malaysia (Arachnida: Aranei: Linyphiidae). Arthropoda Selecta, vol. 23, no 4, p. 393-414 (texte intégral).